# 天鼓
天鼓（てんこ）
謡曲　→天鼓 (能)
田岡嶺雲の発行した雑誌。→天鼓 (雑誌)
天鼓　ヴォイス・パフォーマー。天鼓以前には”ヴォイス”の分野はメロディやリズムを変則的に用いる、もしくは特異な声や楽器的な声を出すなどが主流だった。天鼓は、ささやきやつぶやき、話し言葉から叫びや慟哭など、人の発するすべての声を音楽として展開する。1980年代、即興ヴォイスによるソロ公演などを経る過程で、自身を”ヴォイス・パフォーマー”、その活動を”ヴォイス・パフォーマンス”と名付けた。
1985年　ドイツのメールス・ジャズ・フェスティバルにデビッド・モス率いるデンツ・バンドの一員として出演し　ヨーロッパやアメリカでのフェスティバル参加やワークショップによって”ヴォイス・パフォーマンス”が普及、浸透することになった。
即興、エクスペリメンタルの音楽シーンに天鼓が参入したのは、1981年にニューヨークでフレッド・フリスとジョン・ゾーンの演奏に出会ったことから始まっている。’70年代半ばからジョン・ゾーンを中心として胎動していた既成の音楽にとらわれない（むしろそれを一度破壊し再構築する）新たな音楽シーンに触発された。即興を中心とするそれらの音楽は当初アメリカでは”ニュー・ミュージック”と言われたが、ヨーロッパでは”ニューヨーク・ノイズ”と呼ばれ、天鼓もそのひとりと見なされていた。
天鼓の音楽活動の始まりは、日本の’70年代後半から動き出したNew Waveの流れに見いだすことができる。女性５人編成のロックバンド水玉消防団でギターとヴォーカルを担当していたが、ニューヨークでのフリス達の演奏に触れた後、水玉消防団と並行してヴォイス・デュオハネムーンズを結成。日本のアンダーグラウンドシーンで即興演奏を重ねる。
’80年代〜’90年代は、ヨーロッパやカナダ、ニューヨークで数多くのフェスに出演。フレッド・フリス、森郁恵、大友良英などとのデュオツアー、エクスペリメンタルのロックバンド、ドラゴン・ブルーを率いてのツアーやソロツアーなど行なう。
2000年『ヴォイス・オン・ヴォイス』( 巻上公一,一楽儀光,ヴォイス団kuu)
2001年　ソロ・コンサート『自由宣言』、舞踏の白桃房や劇団態変との共演、’00年第一回妻有トリエンナーレの大地の音楽祭で300人のヴォイスのコンダクトなど。
2010年　巻上公一と共同プロデュースで３日間の『NEO VOICE』（青山円形劇場）というヴォイスのフェス企画、出演している。

## 出演フェスティバル
1985〜 メールス・ジャズ・フェス（独）ニューミュージックアメリカ（N.Y.、モントリオール）ミミ・フェス（仏）タクトロス（スイス）
1990〜 香港インターナショナル・インディペンデントミュージックフェス、ミュージック・アクション（カナダ、フランス）タクトロス（スイス）ミュージック・インリミテッド（オーストリア）リュブリャナ・ジャズフェス（スロベニア）ベルリン・ウーマンズ・フェス（独）タンペレ・ニュージャズフェス（フィンランド）ブダペスト・ニュージャズフェス（ハンガリー）アンジェリカ（イタリア）
2000〜 フェスティバル・デンシティ（仏）モンペリエール・ソノリテス（仏）ヴェリニウス・ジャズフェス（ラトビア）フェスティバル・アクトオラール（仏）フェスティバル・ダンス＆アートマルチプル（仏）など
2010〜 ミュージック・アクション（仏）フェスティバル・ビヨンドイノセント（大阪’03〜’07）

## 主なバンド活動
水玉消防団 (1979~1989) with カムラ、可夜、まなこ、宮本
ハネムーンズ (1981~1987) with カムラ
ドラゴン・ブルー (1992~1998) with 今堀恒雄、大友良英、加藤英樹、吉田達也、外山明
アヴァンギャリオン (2013~) with 内橋和久、ナスノミツル、向島ゆり子、吉田達也、田中悠美子

## ディスコグラフィー

### 主なアルバム
水玉消防団／乙女の祈りはダッダッダッ！（筋肉美女, 日本 1981 LP/2001 CD）
ハネムーンズ／笑う神話（筋肉美女, 日本  1982 LP）ハネムーンズ
水玉消防団／満天に赤い花びら（筋肉美女, 日本 1985 ＬＰ/2001 CD）
天鼓／SLOPE-ゆるやかな消失（筋肉美女, 日本 RecRec, スイス 1987 LP/2001 CD）
天鼓／At The Top of Mt.Brocken 魔女山の頂上で（RecRec, スイス 1992 CD/1999 CD）
天鼓・森郁恵／Death Praxis（What's Next?  1993 CD）デュオ　
天鼓／Dragon Blue（Sound Factory, 香港 1993 CD）天鼓・大友良英・今堀恒雄・加藤英樹・吉田達也　ライブ録音盤 at 原宿クロコダイル
H TU, IABROSSE, PARKINS, ROGER, TENKO／La L gende de la Pluie (Ambiances Magu tiques, カナダ 1993 CD) 
DRAGON BLUE／Hades Park（AVAN,日本 1998 CD） 天鼓・大友良英・今堀恒雄・加藤英樹・外山明　
天鼓・大友良英／PILGRIMAGE（TZADIK, USA 1998 CD）デュオ　
天鼓・森郁恵／Death Praxis-Mystery（TZADIK, USA 1999 CD）『デス・プラクシス』第2弾　
ETAGE34-TENKO／エタージュ34-天鼓（33revpermi, フランス 2004 CD）
天鼓／Enelgaia(嘯レーベル, 日本 2010 CD)ヴォイスソロ  ZAKスタジオ

### コンピレーション
愛欲人民十時劇場（ピナコテカ, 日本 LP）ハネムーンズ
若いこだま ECHOES OF YOUTH （1983 LP）ハネムーンズ　久保田真琴プロデュース
Welcome to Dreamland-Another Japan（Celluid, USA 1985 LP/CD）水玉消防団
Here, Hunter, Field（Johnny Blue, ポルトガル 1992 CD）デュオ 竹田賢一

### ゲスト参加
林英哲　風の使者（1983 LP）ハネムーンズ
ばちかぶり　ばちかぶり（ナゴムレコード, 1985 LP）
デビッド・モス　Dense Band（Moers Music, ドイツ 1985 LP/CD）
レッド・フリス　The Technology of Tears（RecRec, スイス 1988 LP/CD）
佐藤道広　Rodan（Hat Art,スイス 1989 CD）ジョン・ゾーンプロデュース　
大友良英　The Night Before the Death of the Sampling Virus
　　　　（Extream, 日本 1993 CD）
森郁恵　B／SIDE（TZADIK, 米国　1997 CD）